# يهود اليمن
يهود اليمن (عبرية: תֵּימָנִים تيمانيم، مفردها: תֵּימָנִי تيماني) هم اليهود الذين ينحدرون من أصول يمنية، وتعد الطائفة اليهودية اليمنية من أقدم طوائف العالم، تضاربت الروايات حول قصة وجودهم، روايات الأخباريين تقول أن أسعد الكامل نشر اليهودية في اليمن باستقدامه رجال دين يهود من يثرب. ورواية تقول أنهم بقايا السبئيين الذين اعتنقوا اليهودية مع الملكة بلقيس. وهو مجرد تخمين لأن سبب وجود اليهود باليمن لا يزال غامضا.
رواية اليهود اليمنيين أنفسهم تقول أن النبي إرميا أرسل 75,000 شخصا من سبط لاوي إلى اليمن. يصنف الباحثون يهود اليمن ضمن طائفة المزراحيم  والبعض يجعلهم من السفارديم  ومنهم من اعتبر اليهود اليمنيين قسما منفصلا للعادات والتقاليد الدينية والاجتماعية التي تميزهم عن غيرهم، ويعدون إحدى أقل الأقليات في العالم.
تقلصت أعداد اليهود في اليمن كثيرا بعد قيام دولة إسرائيل وهاجر ما يقارب 52,000 يهودي في عملية بساط الريح. رغم الصعوبات والتهميش والمخاطر التي تحيط بهم في اليمن، فإن عددا من اليهود الباقيين رفضوا الهجرة إلى إسرائيل مفضلين البقاء في اليمن. كان عدد اليهود في اليمن يصل إلى 55,000 نسمة عام 1948، إلا أنه انخفض في عام 2018 إلى أقل من خمسين شخص بسبب هجرة الكثير منهم إلى إسرائيل.

## الجذور
تعود بعض الأساطير للملك سليمان وأنه أرسل تجار يهود إلى اليمن لشراء ذهب وفضة لبناء هيكل أورشليم وكتب نائب القنصل الفرنسي في اليمن عام 1881 أن الوجود اليهودي في اليمن يعود إلى 1451 ق.م  وهو غير منطقي لإن القرن الخامس عشر ق.م هي الفترة التي يُفترض أن موسى عاش فيها وخرج بالإسرائيليين من مصر حسب الكتاب اليهودي المقدس والتواريخ التي إستنبطها باحثوا التاريخ الديني. وأسطورة مشابهة تشير إلى أن بلقيس تزوجت من الملك سليمان وبقي أبنائها على دينها. هناك نظرية أخرى أن الوجود اليهودي في اليمن يعود إلى أيام حملة أيليوس غالوس على مملكة سبأ إذ كان الجيش الروماني يحوي ما يقارب 500 يهودي مرسلين من قبل الملك أغريباس الأول لمساعدة الرومان فبقيوا في اليمن رغم انسحاب الروم. بعض من الباحثين يعيد الوجود اليهودي في اليمن للقرن السادس قبل الميلاد ويرجحون أن أول وجود لهم كان في شرق اليمن في حضرموت تحديداً. هناك أطروحات أن اليهود اليمنيين كانوا صدوقيين نزحوا إلى اليمن واختلطوا بالقبائل عقب دمار هيكل سليمان. وتفيد روايات أخرى هجرة جماعة من اليهود من أورشليم بعد فتحها وتدميرها بواسطة تيتوس عام 70 ميلادية، فيما يعرف تاريخياً ب حصار القدس.
ولكن هناك آثار يهودية تعود إلى القرن الميلادي الثاني ويعتقد عدد من الباحثين أن ترك ملوك حمير لتعدد الآلهة واعتبار رحمن إلها أوحد حدث نتيجة تأثر الحميريين باليهود. قلل عدد من الباحثين من صحة هذه الفرضية فعبادة الرحمن عند الحميريين كانت دينا توحيدياً بالفعل ولكنها لم تكن دينا إبراهيميا. كان الحِميَّريين قد تخلوا عن الوثنية وتبنوا ديانة توحيدية تتمحور حول الإله رحمن وهناك اختلاف بين الباحثين حول طبيعة هذه الديانة، فبعضهم يعتبرها يهودية وبعضهم يرجح أنها ديانة حميرية. المناصرين ليهودية الرحمن اليماني مثل الباحث الإسرائيلي شلومو ساند في كتابه اختراع الشعب اليهودي الذي يجادل بأن مملكة حِميَّر كانت مملكة يهودية خالصة، يستشهد ببضعة نصوص مكتوبة بالعبرية تمجد البيت الحميري الحاكم وتشكره على مساعدة أبناء إسرائيل، وكاتبوا هذه النصوص افترضوا بوضوح أن الأسرة الحميرية الحاكمة تشاركهم دينهم.
في القرن الرابع الميلادي، ذكر المؤرخ الكنسي فيلوستورغيوس أن البعثة المرسلة من الإمبراطور قنسطانطيوس الثاني إلى العربية السعيدة تعرضت لحملة من يهود محليين. ووجدت كتابة تعود للقرن الثالث الميلادي في إسرائيل تشير إلى أن الراقدين بأحد المقابر من «شعب حِميَّر». السبب الوحيد وراء تأكد الباحثين أنهم كانوا يهود هو اسم القيل الراقد بالقبر واسمه  مناحم  وهو اسم يهودي صريح. في عام 1970، عثر على قائمة بأسماء أربعة وعشرين كاهن مسوؤل عن طقوس يهودية في كنيس بقرب صنعاء. أعداد اليهود في اليمن كانت من الناحية التاريخية أكثر من باقي مناطق شبه الجزيرة العربية، فقد كان اليمنيون مسيطيرين على الطرق التجارية وموانئ عدن والمخا كانت من أكثر الموانئ نشاطاً فكان ذلك دافعاَ لكثير من التجار اليهود للاستقرار في اليمن.

### بعد الإسلام

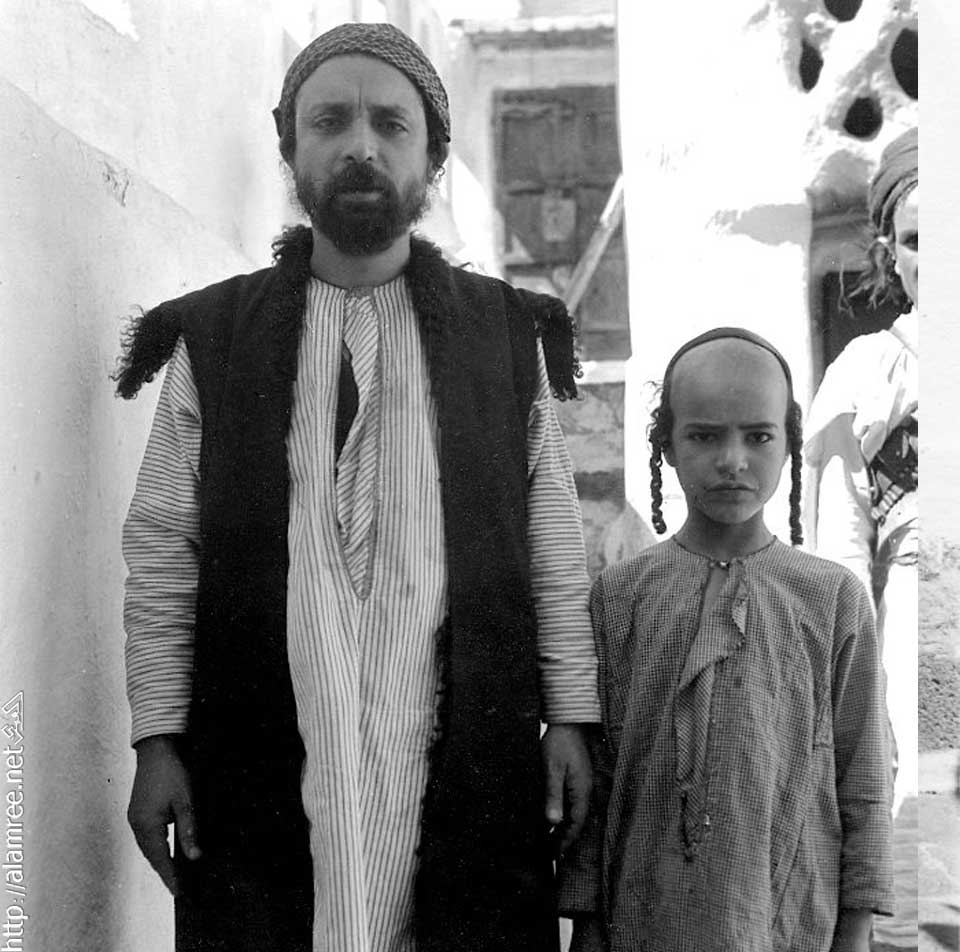
رجل يهودي وطفلة في صنعاء عام 1936

سمح لليهود بممارسة شعائرهم الدينية طالما دفعوا الجزية وعوملوا معاملة أهل الذمة. ادعى عدد من اليهود أنه المسيح المنتظر في القرن التاسع عشر الميلادي نتيجة لتردي الأوضاع السياسية والاجتماعية في اليمن حينها.
يذكر اليهود اليمنيون قانوناً أقره الأئمة الزيدية يكفل تبني أيتام اليهود وتربيتهم على تعاليم الإسلام ويعتقدون أن هذه السياسة كانت سببا رئيسيا في تحول الكثير من اليهود إلى مسلمين دون يعرفوا شيئا عن أصولهم اليهودية. وكان العديد من اليهود اليمنيين يخفون الأيتام عن أعين السلطات خوفا من إجبار الأيتام على اعتناق الإسلام. رغم أنه لا يوجد اعتناق إجباري في الإسلام غالبا إلا أن الزيدية عملوا بموجب حديث النبي محمد «أن كل مولود يولد على الفطرة» وعلى هذا الأساس اعتقدوا أنهم يعيدون الأطفال إلى فطرتهم. تقول إحدى اليهوديات المسنات في إسرائيل ممن قضين طفولتهن في اليمن، أنها هاجرت مع عائلتها إلى صنعاء بداية وكانوا فقراء ومع ذلك فقد كانوا سعداء ويكتفون بالقليل. وتذكر أن زوج جارتهم توفى وخشيت أن يقوم أتباع الإمام بإجبار الأطفال على اعتناق الإسلام إلا أن جيرانهم من المسلمين حموا الأطفال وادعوا أنهم أطفالهم.
على صعيد آخر فإن الوجود اليهودي كان مرتبطاً بأعراف قبلية فكثير من اليهود عندما تسوء الأوضاع في المدن لأسباب مختلفة أهمها تعنت الأئمة الزيدية في صنعاء، كانوا يلجئون إلى القبائل بحكم عرف قبلي يحتم على القبلي حماية المستجير وبالذات عندما تسوء العلاقات بين الأئمة والقبائل. عدد من المحدثين والإخباريين المسلمين في العصور الأولى للإسلام كانوا من أصول يهودية يمنية مثل كعب الأحبار ووهب بن منبه. نادراً ما عمل اليهود في مهنٍ زراعية، وخلفيتهم المهنية كانت قريبة من أولئك اليهود من شرق أوروبا.

## الإرث الثقافي

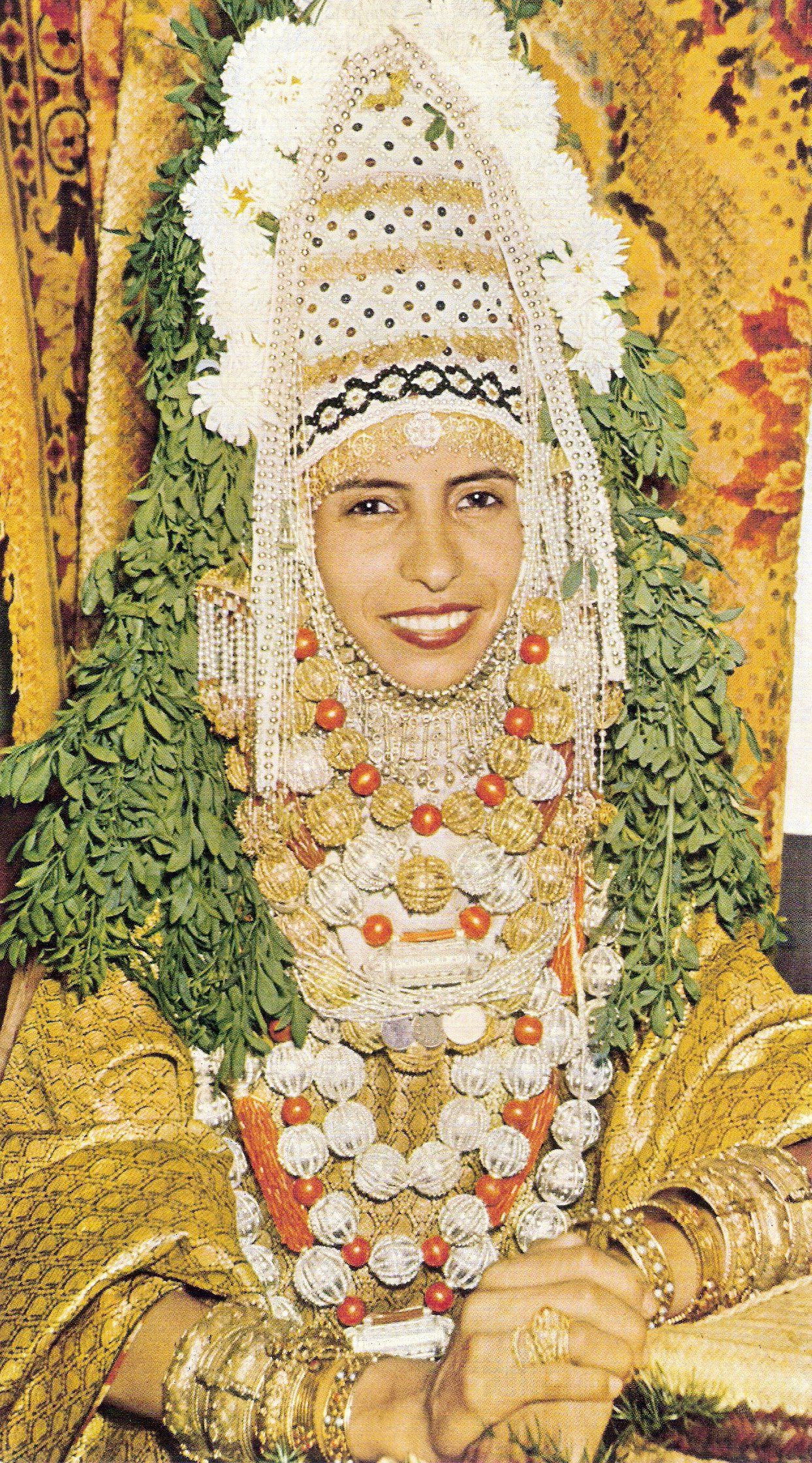
عروس يمنية يهودية 1958

لليهود اليمنيين إرث ثقافي غني ويميزهم عن باقي اليهود في العالم في النواحي الدينية والموسيقية والعادات والتقاليد الاجتماعية. أقدم المخطوطات العبرية في اليمن تعود إلى القرن الميلادي التاسع، وتحوي الكثير منها على تعليقات وشروحات بالعربية. اليهود اليمنيون إلى جانب اليهود الأكراد هم الوحيدون من يقرأ التوراة باللغة العبرية والآرامية داخل المعابد  ويسمح اليهود اليمنيين لأطفالهم دون سن البار متسفا بتلاوة التوراة والصعود على المنبر تعقبه قراءة الترجمة بالآرامية. ويرتل اليهود في اليمن كتب التوراة بألحانهم الخاصة المختلفة عن قراءة الأشكناز في أعياد السوكوت والفصح، وهم الوحيدون الذين لهم لحن وترتيل عند قراءة المزمور.
| يهود اليمن                              | كل يهودي يمني يستطيع قراءة التوراة بالنطق والنغم الصحيح دون إغفال أي تفصيل. كل شخص صعد على المنبر قرأ جزئه بنفسه دون مساعدة. ومرد ذلك أن اليهود في اليمن يعلمون أطفالهم قراءة وترتيل التوراة من سن مبكرة للغاية من دون الحاجة إلى حروف التشكيل. إلقائهم ونطقهم للحروف أدق من الأشكناز و السفارديم | يهود اليمن |
| — ستانلي مان، اليمن أرض الأحلام الطاهرة | |            |

ترسل العائلات اليهودية أبنائها الصغار من سن الثالثة لتلقي العلوم الدينية من يوم الأحد إلى يوم الخميس من طلوع الشمس حتى مغيبها ويكتفون بحتى الظهيرة في يوم الجمعة. وتتعلم النساء أصول الكوشر وتعاليم النيدا والشحيطة المتعلقة بالطهارة المنزلية وأصول ذبح الحيوانات. ويجلس اليهود على الأرض حين حضورهم المعابد عكس الأشكناز من باب احترام المكان كما ذكر ابن ميمون  ولإتاحة الفرصة لهم للسجود عند الصلاة  يسجد اليهود اليمنيون يوميا في صلوات الصبح والظهيرة التي تعرف بتخانون بينما اليهود الأوروبيين يسجدون في صلوات محددة في يوم كيبور وروش هاشناه (السنة العبرية الجديدة)  ويرتدي اليهود في اليمن نوعا مخصصا من التاليت عرف باسمهم (التاليت اليماني) 
ينقسم اليهود في اليمن حسب الطرق إلى ثلاثة أقسام، الاختلافات بينهم حول التقاليد اليهودية اليمنية الأصلية التي تأثرت كثيرا بكتابات بن ميمون وتعاليم الكابالا الموجودة في كتاب الزوهار:
- الطريقة «البلدي»: يتبعون تفسيرات موسى بن ميمون للهالاخاه. أدخل هذا التقليد على طقوسهم الحاخام اليمني يحيى صلاح المعروف بلقب «ماهاريتز» والذي عاش في القرن الثامن العشر.
- الطريقة الشامية: وهم يتبعون تفسيرات الحاخام إسحق لوريا الذي عاش بالشام، وعدلوا كتاب الصلوات سيدور وفقا لتفسيراته ويتبعون طقوسا دينية لليهود السفارديم.
- الطريقة الميمونية (نسبة لموسى بن ميمون): وهم أتباع الحاخام يحيى قافيه الذي اعتبر تعاليم الكابالا الجديدة والزوهار وثنية. وعرفت حركتهم في الأوساط اليهودية باسم «دور ديام» بينما يسمون أنفسم بتلامذة بن ميمون.

### الزواج
ترتدي نساء اليهود في اليمن زيا يمنيا قديما في حفلات الزواج تكثر فيه الورود والقلائد الذهبية ولا يزال بعض اليمنيين من غير اليهود يلبسونه. ويستمر حفل الزواج لأسبوع كامل تغنى فيه أغاني تراثية قديمة بالعبرية والعربية  وقبل يوم الزواج تجتمع العروس بالنسوة لليلة الحنة حيث تطلى يد العروس بنقوش تبقى لمدة أسبوعين أو ثلاث. وتعد الحنة ذات أهمية خاصة لليهود لورود ذكرها في نصوص توراتية وتلمودية  وهناك تقليد خاص بيهود عدن يدور حول العريس ويسمى «التلبيس» حيث يجتمع الرجال وينشدون قصائد قبل يوم الزواج وهم يحملون الشموع 

## الهجرة إلى إسرائيل

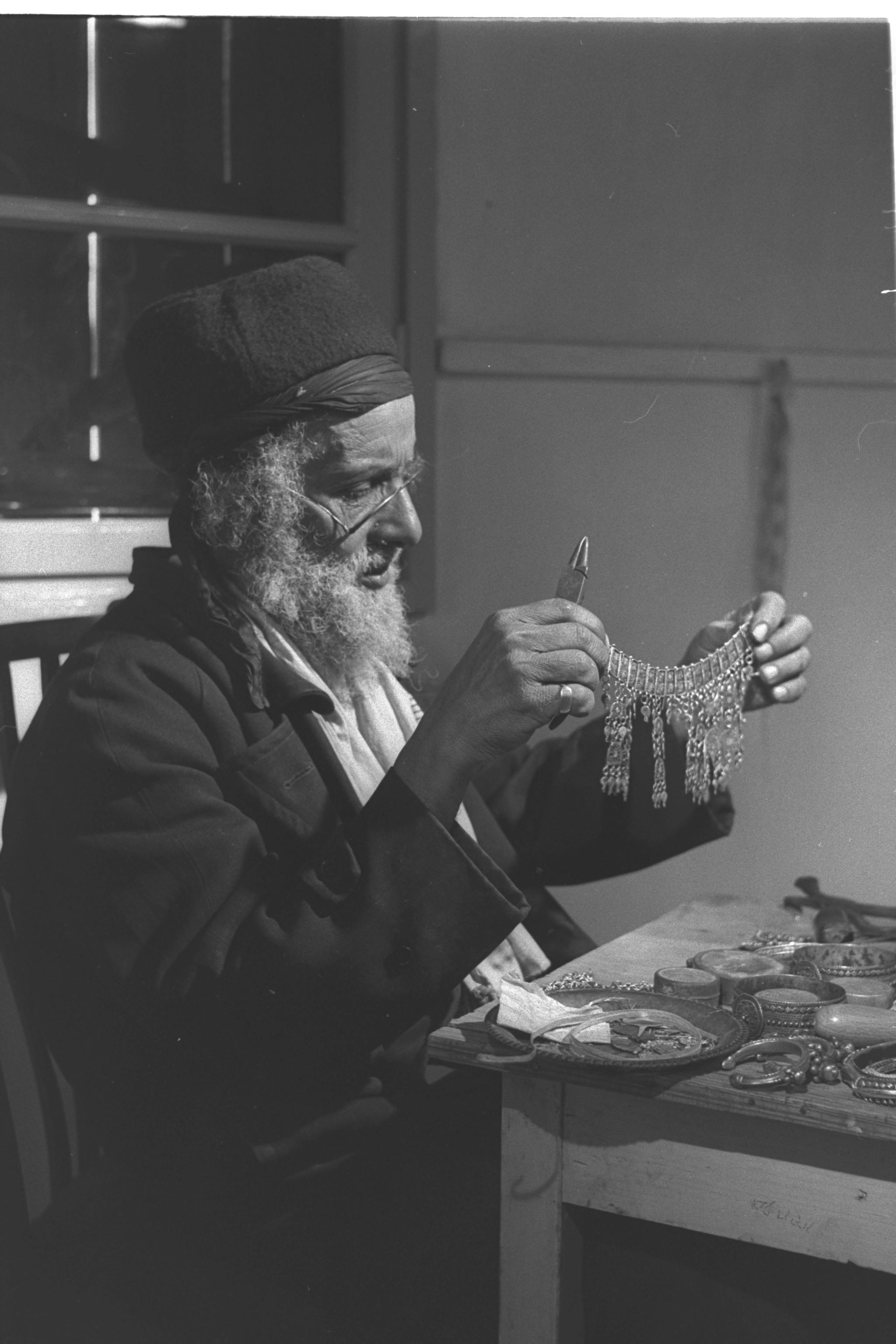
صائغ يهودي يمني في متجره في إسرائيل 1958

بدأت هجرات اليهود اليمنيين منذ عام 1881، إلا أنها كانت أعدادا قليلة وبدأت تزيد بعد الجهود التي بذلتها المنظمة الصهيونية العالمية إقناع اليهود في اليمن بالرحيل مستغلين الأوضاع السيئة التي كانوا يعيشونها  وكانوا يقولون لليهود أن جدران أورشليم تقطر عسلا. هاجر حسب بعض المصادر ما يقارب الألف اليهودي في الفترة 1881 - 1914. غادرت الغالبية في 1949 - 1950. تعرض اليهود في اليمن لعدة انتهاكات عقب إعلان قيام دولة إسرائيل، قُتل 82 يهودي وأحرق 106 متجر يهودي من أصل 170 خلال مذبحة عدن 1947 وتسلل غالب اليهود إلى عدن ومنها إلى إسرائيل 

### قضية الأطفال المفقودين
ما بين 1949 -1951 فقد ما يقارب 1000 طفل يهودي يمني من مخيمات اللاجئين التي كانوا يقطنونها عند وصولهم لإسرائيل وأتهم حقوقيون الحكومة الإسرائيلية بتسليم الأطفال دون علم ذويهم إلى عائلات أشكنازية لتبنيهم، تم إخبار ذوي الأطفال وفق الإدعاء، أن أبنائهم مرضى وبحاجة إلى رعاية طبية، وأخبروهم بعد فترة أن الأطفال توفوا ولم يقدموا أي جثث. اتهم اليهود اليمنيون الأشكناز بالتمييز ضدهم على أسس دينية، معظم اليهود اليمنيين، الجيل الأول من المهاجرين على الأقل، يميلون لأن يكونوا أكثر تدينا من الأوروببين العلمانيين. قدموا من اليمن والواحد منهم قد يكون متزوجا من إمرأتين أو أكثر. التعاليم اليهودية لا تحرم تعدد الزوجات ولكن منعته إسرائيل على أية حال.
اليهود الأوروبيين قدموا من خلفية أكثر تقدماً من اليمنيين وشعر اليهود اليمنيين بذلك وأن الأوروبيين يعتبرون أنفسهم أرقى ثقافيا منهم. كانت السلطات الإسرائيلية تقبل انضمام الأطفال إلى كيبوتس دون الكبار لإيمانها أن الأطفال يستطيعون الاندماج بشكل أسرع في مجتمع دولة إسرائيل. كان اليهود الأوروبيين مهيمنين على المجتمع الإسرائيلي ومعظمهم علمانيون وأعضاء في حزب العمل الإسرائيلي، وثقافة اليمنيون اليهود والخلفية التي قدموا كانت مختلفة اختلافا شاسعاً. في عام 2001 خلصت لجنة تحقيق حكومية تقريرها بعد سبع سنوات من البحث إلى أن الاتهامات بخطف الأطفال اليمنيين ليست صحيحة ورفضت اللجنة بشكل قاطع مزاعم مؤامرة لأخذ الأطفال بعيدا عن المهاجرين اليمنيين. وخلصت اللجنة إلى وجود وثائق عن 972 طفل من أصل 1033 خمسة منهم لا يزالون أحياء ولم تستطع اللجنة تحديد مصير 56 طفل مفقود  لم تقتنع العديد من أسر المفقودين بنتائج التحقيقات. كانت هذه الاشكاليات جزئاً من اضطراب أكبر شهدته الدولة العبرية بين اليهود الشرقيين وأولئك من أصول أوروبية إلى السبعينيات تقريباً، ومعظمها تمحور حول مسألة الاندماج والولاء الكامل لدولة شهدت نزاعات كبيرة مع جيرانها. حالياً، لم تعد هذه المسألة ذات صلة.

## الوضع الحالي

طفل يهودي يمني في عمران

أغلب اليهود اليمنيين متواجدين في الولايات المتحدة وإسرائيل. يتواجد اليهود في اليمن في محافظات صعدة وعمران ويوجد لديهم كنيس ويشيفا في عمران. أثار مقتل موسى بن يعيش النهاري جدلا في الأوساط الدولية وقلقا على سلامة اليهود في اليمن، وكانت الحادثة سببا رئيسيا لهجرة 20 يهودي إلى إسرائيل. تشير التقارير الدولية أن أعداد اليهود في اليمن في تناقص مستمر.
جل المجتمع اليهودي عاطل عن العمل ولا يستطيعون مزاولة حرفهم التي توارثوها مثل صناعة الخناجر والصياغة وغيرها، لعدم توفر الإمكانيات وقلقاً على سلامتهم. كانت الحكومة اليمنية تصرف مساعدات لهم لتعويضهم عن منعهم الإجباري عن العمل بمبلغ خمس آلاف ريال يمني (ثلاثة وعشرين دولار) كل شهرين، بالإضافة لمؤن من الزيت والسكر وحاجاتهم الأساسية. رغم أن الدستور اليمني لم يفرق بين المواطنين في مسألة حق التعليم، يتعرض اليهود لصعوبات في هذا الجانب وشكى الأطفال اليهود الذين التحقوا بالمدارس العامة إجبارهم تعلم القرآن.
جلهم فقراء ولا يتحملون تكاليف الالتحاق بمدارس خاصة لا تجبر الطلاب على تعلم الإسلام. طلب عدد من اليهود إدراج قضاياهم في مؤتمر الحوار الوطني اليمني كونهم مكوّن وجزء قديم من البلاد، وتعويضهم الانتهاكات التي تعرضوا لها على يد جماعة الحوثيين. انتقل جلهم للمدينة السياحية في صنعاء ولا يتواجد لهم معبد لتأدية صلواتهم الثلاث اليومية الإلزامية فيضطرون للصلاة في بيوتهم أو أي مكان نظيف. وصول الصحفيين إليهم أو زيارتهم يتطلب إذنا من.وزارة الداخلية اليمنية. بعد تزايد وتيرة الاعتداءات عليهم، أزال اليهود الأزلاف التي كانت تميزهم. رفض كبير الحاخامات في اليمن الحاخام يحيى يوسف آل سالم أن يدرس الأطفال اليهود في مدارس خاصة لكي لا يكرس العزلة في نفوسهم. أوقفت الحكومة اليمنية المساعدات لمنعهم الإجباري عن العمل في ديسمبر 2012.
في 15 أغسطس 2013 هُجِّرَ 20 يهوديا من اليمن بطريقة «سرية» إلى إسرائيل. وكشفت الوكالة اليهودية أن تردي الوضع الأمني دفع 150 يهودياً على الأقل إلى الهجرة منذ 2009. وفقاً للقناة الإسرائيلية الثانية، كانت رحلتهم عبر طائرة قطرية.

### الهجرة الأخيرة
في 21 مارس 2016، هاجر 19 يهودي إلى إسرائيل، في الوقت الذي تمر به البلاد بحرب أهلية فاقمت من سوء أحوالهم المتردية أصلاً. واشتكى اليهود من تحرش متزايدٍ منذ صعود جماعة الحوثيين عام 2014. رئيس الوكالة اليهودية قال أن «فصلاً من تاريخ أحد أقدم المجتمعات اليهودية في العالم بلغ نهايته، ولكن مساهمات يهود اليمن الفريدة للشعب اليهودي ستستمر في دولة إسرائيل»، في إشارةٍ لإرثهم الثقافي. يٌعتقد أنهم آخر المتبقين في اليمن ووفقا للوكالة، يبلغ عدد المتبقين قرابة الخمسين شخصاً، معظمهم في صنعاء. لم تتحدث الوكالة عن طريقة رحيلهم واكتفت بالقول أنهم لم يأتوا على متن طائرة إسرائيلية.
أشارت صحيفة جيروسلم بوست إلى ما تداوله يمنيون على مواقع التواصل الاجتماعي عن «صفقة سرية» بين جماعة الحوثيين التي ترفع شعاراً يتضمن عبارات «الموت لإسرائيل، اللعنة على اليهود»، والحكومة الإسرائيلية. وفقاً للصحيفة، تضمنت الانطباعات اتهامات للحوثيين بالـ«عمالة» لإسرائيل. قناة العربية السعودية كان من تحدث نقلاً عن «مصادر يمنية»، أن العملية تكشف عن «مدى التعاون بين ميليشيا الحوثي وإسرائيل». كان ذلك خلال بثٍ تلفزيوني ولم تُنشر المادة على موقعها الإلكتروني.
الموقف الإسرائيلي من الحملة السعودية، في حين لم يُعلن رسمياً، مؤيد لها حسب نبرة الصحف الإسرائيلية. وأشار بنيامين نتنياهو إلى الحوثيين بشكلٍ عابر خلال جهوده لمنع اتفاق لوزان النووي. إسرائيل تعتبر إيران مثيراً للاضطرابات في الشرق الأوسط، وترى العداء المشترك مع دول الخليج مدخلاً لتطبيع العلاقات. ولكن ما من دليل على تدخلها بشكل مباشر أو غير مباشر لصالح أي أطراف النزاع اليمني، أو أنهم يعرفون أي شيء عن الحوثيين يتجاوزُ تصورهم كامتدادٍ لسياسات الجمهورية الإسلامية. فرضت السعودية حصاراً جوياً وبحرياً وجميع الطائرات المغادرة لليمن تتوقف في المملكة. وردت تقارير عن وسائل إعلام قطرية تفيد بتوقفهم في «دولة ثالثة». ولم يتوفر مصدر مؤكد عن هوية هذه الدولة.
الإعلام السعودي تفاعلي أو ارتكاسي بطبيعته. صحيفة سعودية حَرَّفت ما جاء على لسان رئيس الوكالة اليهودية بشأن إدعاءٍ يفيدُ باجبار فتياتٍ يهوديات على الزواج من مسلمين، إذ أضافت الصحيفة أنهم كانوا «حوثيين». رئيسة الوكالة أشارت إلى قضيةٍ قديمة تعود إلى العام 2008 بطلها شاب يدعى عبد الرحمن الحديثي، كان قد تزوج بفتاة يهودية وهو ما أثار ردود أفعال سلبية في المجتمع اليهودي حينها، ولم تشر إلى انتماء الحديثي سياسياً. زعمت الصحيفة السعودية تدريب الموساد لمنتسبي الأمن القومي اليمني، وعن اتصالات وانفتاح من إسرائيل على علي عبد الله صالح.
كان هناك اتصالات، بدايةً باختراق الطائرات الإسرائيلية للأجواء السعودية وإلقاء السلاح للموالين للمملكة المتوكلية اليمنية المدعومين سعودياً خلال ثورة 26 سبتمبر، ليس دعماً للملكيين ولكن إضعافاً للجيش المصري. أول لقاء كان عام 1997 في العاصمة القطرية الدوحة خلال مؤتمرٍ اقتصادي بحضور عبد الكريم الإرياني. في عام 2000 شرعت الحكومة اليمنية باصدار تصاريح سفر خاصة لمواطنين إسرائيليين من أصول يمنية تسمح لهم بزيارةِ البلاد ولكنها أُلغيت لاحقاً نفس السنة. ودارت محادثات جانبية مع مسؤولين أميركيين خلال رئاسة بيل كلينتون وجورج دبليو بوش بخصوص الموضوع لكنها لم تفضي إلى شيء، وأضاف الأميركيون أنهم لا يستطيعون إجبار أو ممارسة ضغط على أحد لتحقيق أمرٍ لا يريده. في كل الأحوال، ما من صورةٍ دولية سعت اليمن لترويجها دعائياً تُشكل ضغطاً يمنعها تحقيق ما تعتبره مصالحاً قومية بصورةٍ علنية.

### الأشعار والقصائد
يعد الحاخام شالوم الشبزي الذي عاش في القرن السابع عشر أشهر شعراء اليهود اليمنيين وله 550 قصيدة نقلها اليمنيون معهم إلى إسرائيل التي تعتبرها إرثا ثقافيا لها. تعتبر موسيقى اليهود اليمنيين مؤثرة ومهمة في إسرائيل إذ لم تتأثر ثقافتهم بعوامل خارجية كثيرة، فاعتبروا اغانيهم أصيلة وملهمة للأجيال الجديدة.